# Вашана (погост)
Вашана, или Дмитриевское, или Дмитриевский погост, или Дмитриевское-на-Вашане —  исторический населённый пункт (село или погост) на территории современного Алексинского района Тульской области России.

## География
Находился в северо-западной части региона, в пределах северо-восточного склона Среднерусской возвышенности, в подзоне широколиственных лесов, на почтовом тракте, на берегах реки Вашана.

### Климат
Климат местности, как и во всём районе, характеризуется как умеренно континентальный, с ярко выраженными сезонами года. Средняя температура воздуха летнего периода — 16 — 20 °C (абсолютный максимум — 38 °С); зимнего периода — −5 — −12 °C (абсолютный минимум — −46 °С).
Снежный покров держится в среднем 130—145 дней в году.
Среднегодовое количество осадков — 650—730 мм.

## История
Погост при церкви им. Дмитрия Солунского был довольно старинным. К церкви были приписаны сельца Абрютино, Ботня, Карташево, Савино, Соломасово.
Административно относился к Стрелецкой волости Алексинского уезда. В 17 — начале 18 в. в рамках Алексинского уезда существовал Вашанский стан.
После упадка храма как населённый пункт Дмитриевское (Вашана) исчезает. На картах 1941 г. уже отсутствует. Церковь утрачена, в настоящее время существует только кладбище.